# Warren (Ohio)
Warren ist eine City in Ohio mit 39.201 Einwohnern (Stand: Volkszählung 2020). Sie ist County Seat des Trumbull Countys. Warren umfasst eine Fläche von 41,7 km², durch die Stadt fließt der Mahoning River.

## Demographie
- 46.832 Einwohner
- 19.288 Haushalte
- 12.035 Familien

(Stand: Volkszählung 2000)

## Einwohnerentwicklung
| Jahr | Einwohner¹ |
| ---- | ---------- |
| 1980 | 56.629     |
| 1990 | 50.793     |
| 2000 | 48.187     |
| 2020 | 39.201     |

¹ 1980–2020: Volkszählungsergebnisse des US Census Bureau

## Verkehr
Warren ist erreichbar über die Interstate Highways 76 und 80, den US-Highway 422 sowie die State Highways 5, 11, 45 und 82.

## Söhne und Töchter der Stadt
- Roger Ailes (1940–2017), Fernsehproduzent, ehemaliger CEO von Fox News
- Catherine Bach (* 1954), Schauspielerin
- Christopher Barzak (* 1975), Schriftsteller
- Andrew John Berger (1915–1995), Ornithologe und Anatom
- Earl Derr Biggers (1884–1933), Journalist und Kriminalschriftsteller
- Nick Ceroli (1939–1985), Schlagzeuger
- Kenyon Cox (1856–1919), Maler und Schriftsteller
- Linda DeScenna (* 1949), Szenenbildnerin
- Jerry Douglas (* 1956), Dobro-Spieler
- Elizabeth George (* 1949), Autorin von Kriminalromanen
- Nia Grant (* 1993), Volleyballspielerin
- Dave Grohl (* 1969), Mitglied von Nirvana, Begründer und Mitglied der Foo Fighters
- Hugh Hewitt (* 1956), Autor, Jurist und Journalist
- Brian Job (1951–2019), Schwimmer
- Sean Jones (* 1978), Jazztrompeter
- LeeAnn Ledgerwood (* 1959), Jazzpianistin
- Rex Lee (* 1969), Schauspieler
- Meg LeFauve (* 1969), Drehbuchautorin und Filmproduzentin
- Braeden Lemasters (* 1996), Schauspieler und Songwriter
- Don Lemmon (1968–2006), Ernährungswissenschaftler und Buchautor
- Mario Manningham (* 1986), American-Football-Spieler
- Joseph P. Martino (1931–2022), Science-Fiction-Autor und Wissenschaftsberater
- James Ward Packard (1863–1928) und William Doud Packard (1861–1923), Mitbegründer der Packard Electric Company und der Packard Motor Car Company[3][4][5]
- Ronald A. Parise (1951–2008), Astronaut
- Austin Pendleton (* 1940), Schauspieler
- Deborah Pryce (* 1951), Politikerin
- Carl Schmitt (1889–1989), Maler, Radierer, Zeichner und Kunsttheoretiker
- Herb Stein (1898–1980), American-Football-Spieler
- Russ Stein (1896–1970), American-Football-Spieler und Sheriff
- Korey Stringer (1974–2001), NFL-Spieler
- Paul Warfield (* 1942), NFL-Footballspieler und Pro-Football-Hall-of-Fame-Mitglied
- Chris Zylka (* 1985), Schauspieler und Model

## Namensvarianten
Die Ortschaft besitzt mehrere Bezeichnungsvarianten:
- Salt Lick Town[6]
- Saltlick Town[6]
- Warren City[7]